# Пролетарське (Чечня)
Пролетарське (рос. Пролетарское) — село у Грозненському районі Чечні Російської Федерації.
Населення становить 1845 осіб. Входить до складу муніципального утворення Пролетарське сільське поселення.

## Історія
Згідно із законом від 20 лютого 2009 року органом місцевого самоврядування є Пролетарське сільське поселення.

## Населення
| 1990 | 2002  | 2010  |
| ---- | ----- | ----- |
| 1121 | ↗1707 | ↗1845 |